# Isachne disperma
Isachne disperma là một loài thực vật có hoa trong họ Hòa thảo. Loài này được (Lam.) Döll mô tả khoa học đầu tiên năm 1877.